# Riesenfruchttaube

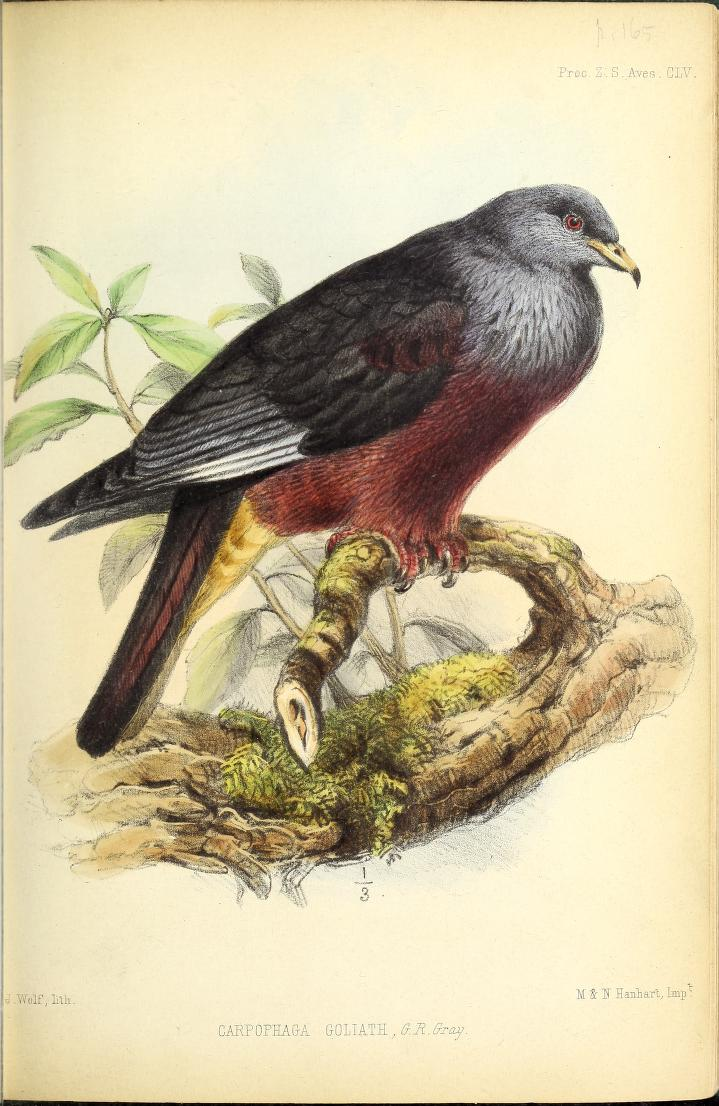
Darstellung der Riesenfruchttaube aus dem Jahre 1859

Die Riesenfruchttaube (Ducula goliath) ist eine große Art der Taubenvögel, die zu den Fruchttauben zählt und die größte Art in dieser Unterfamilie ist. Sie kommt ausschließlich in Neukaledonien im südwestlichen Pazifik vor und wird nicht in Unterarten unterteilt.
Die Bestandssituation der Riesenfruchttaube wurde 2016 in der Roten Liste gefährdeter Arten der IUCN als „Near Threatened (NT)“ = „potentiell gefährdet“ eingestuft.

## Erscheinungsbild
Die Riesenfruchttaube erreicht eine Körperlänge von etwa 51,5 Zentimetern. Auf den Schwanz entfallen 18,3 bis 19,2 Zentimeter. Der Schnabel hat eine Lange von 2,3 bis 2,5 Zentimeter. Es besteht kein auffälliger Geschlechtsdimorphismus.
Kopf, Hals und Rücken sind hellgrau bis blaugrau. Am hinteren Hals, auf der Brust und auf den Flügel hat das Gefieder einen silbrigen Schimmer. Die Hals- und Brustfedern sind außerdem verlängert und gegabelt. Die Flügeldecken sind dunkel rußgrau bis dunkel rotbraun. Auf den inneren Flügeldecken befindet sich ein rötlicher Fleck. Die Hand- und Armschwingen sind schwärzlich mit einem silbrigen Schimmer. Die Schwanzfedern sind schwarz mit einem breiten dunkel kastanienbraunen Mittelband. 
Das Kinn und die Kehle sind blaugrau, der Bauch ist violett kastanienbraunen und scharf gegenüber der grauen Brust abgesetzt. Die Schenkel sind heller als der Bauch gefiedert, die Federn weisen hier breite gelblich isabellfarbene Spitzen auf. Der Bürzel und die Unterschwanzdecken sind gelblich zimtfarben, die längeren Federn sind entlang der Federschäfte kastanienbraun. Die Iris ist leuchtend rot mit einem orangegelben inneren Ring. Der Orbitalring und die Augenlider sind rot-violett. Der Schnabel ist fleischfarben bis weinrot mit einer dunkelbraunen bis schwärzlichen Spitze. Die Füße sind matt rosa bis dunkel weinrot. 

## Verbreitung und Lebensraum
Die Riesenfruchttaube kommt ausschließlich auf Neukaledonien und der Ile des Pins, eine südöstlich von Neukaledonien liegenden Insel vor. Auf Ile des Pins ist die Riesenfruchttaube selten, das Hauptverbreitungsgebiet ist Neukaledonien. Neukaledonien liegt zwischen dem 19. und 23. südlichen Breitengrad und damit in der tropischen Klimazone. Die mittleren Temperaturen auf den Inseln liegen das ganze Jahr zwischen 20 und 30 °C. Der längs über die Hauptinsel verlaufende Gebirgszug teilt Neukaledonien in einen humiden Osten (inklusive der östlich der Hauptinsel gelegenen Inseln) und einen im Regenschatten liegenden eher ariden Westen. Die relativ kühle, trockene Zeit dauert von Mitte Mai bis Mitte September, die Regenzeit von Mitte November bis April. Die Ostseite der Insel erhält ca. 2500 bis 4000 mm Regen/Jahr, die Westseite (Lee) generell weniger als 1500 mm. Die Riesenfruchttaube besiedelt vor allem in den feuchten Bergwäldern. Sie steht unter Schutz und die Jagd auf die Art ist verboten. Dieses Verbot wird jedoch bislang nicht durchgesetzt.

## Lebensweise
Die Riesenfruchttaube kommt gewöhnlich einzeln oder paarweise vor. Die Riesenfruchttaube frisst eine große Bandbreite an Früchten. In Untersuchungen konnten bislang 38 unterschiedliche Früchte identifiziert werden, die von ihr gefressen werden. Vereinzelt nimmt sie auch Blätter und Blüten zu sich. Innerhalb ihres Verbreitungsgebietes unternimmt die Riesenfruchttaube in Abhängigkeit vom Nahrungsangebot saisonale Wanderungen. 
Die Fortpflanzungszeit fällt in die Monate Juni bis Dezember. Das Nest ist für eine Taube eine relativ stabile Plattform, die 8 bis 15 Zentimeter hoch und einen Durchmesser von 30 bis 40 Zentimeter hat. Es wird auf einem Ast durchschnittlich 15 Meter oberhalb des Erdbodens errichtet. Das Gelege besteht gewöhnlich aus einem einzelnen Ei. Nur im Ausnahmefall legen sie auch zwei Eier. Geht das Gelege verloren, legen Riesenfruchttaube nach 12 bis 31 Tagen ein Zweitgelege. Allerdings kommt es auch vor, dass zwischen den einzelnen Brutversuchen bis zu zwei Jahre vergehen. Beide Elternvögel sind an der Brut und der Aufzucht der Jungvögel beteiligt. 
Die Geradschnabelkrähe ist ein wesentlicher Prädator von Eiern und Jungvögeln dieser Taubenart.

## Haltung
Der Erstimport in einen Zoo erfolgte 1965 durch den Tierpark Schönbrunn bei Wien. Eine der importierten Vögel lebte über acht Jahre in dem Zoo. Die Riesenfruchttaube ist seit Ende der 1970er Jahre Untersuchungsgegenstand des Zoologischen Instituts der Universität Zürich. 1990 gelang im Weltvogelpark Walsrode der erste Bruterfolg mit dieser Art. Der Jungvogel wurde allerdings nicht flügge, sondern wurde von den Eltern im Nest erdrückt.